# Salomona solida
Salomona solida är en insektsart som först beskrevs av Walker, F. 1869.  Salomona solida ingår i släktet Salomona och familjen vårtbitare.

## Underarter
Arten delas in i följande underarter:
- S. s. albipes
- S. s. solida